# Drogo de Sebourg
Drogo de Sebourg (Épinoy, 14 de março de 1105 – Sebourg, 16 de abril de 1186), também conhecido como Dreux, Drugo e Druon, é um santo francês. Sua memória é celebrada no dia 16 de abril pela Igreja Católica.

## Vida

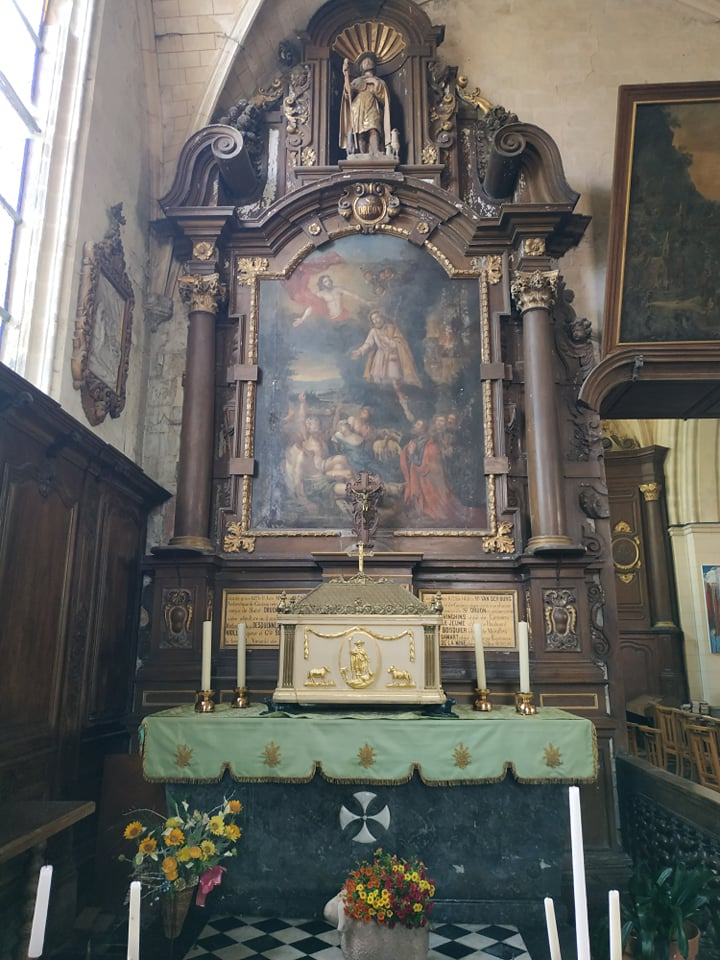
Altar do século XVII com as relíquias de São Drogo na Igreja de São Martinho em Sebourg

Drogo era uma criança do grupo étnico flamengo. A sua mãe morreu quando ele nasceu. Ele aprendeu a razão para a sua morte, e ele fez um impacto emocional sobre ele. Ele manteve-se responsável. Drogo ficou órfão quando era um adolescente.
Na idade de dezoito anos, ele se livrou de todos os seus bens, e tornou-se um peregrino. Como um peregrino, ele viajou para Roma, cerca de nove ou dez vezes. Ele se tornou um pastor por cerca de seis anos trabalhando em Seburgo, perto de Valenciennes, onde trabalhou por uma mulher chamada Elizabeth de l'Haire.
Supostamente Drogo era capaz de bilocação, que se refere à capacidade de manter uma presença real em dois lugares totalmente diferentes ao mesmo tempo. Testemunhas alegaram vendo Drogo em áreas simultaneamente e que ia a Missa todos os domingos.
Durante uma peregrinação ele foi atingido por uma doença corporal. Ele se tornou tão terrivelmente deformado que ele assustava as pessoas. Em seus vinte anos, uma célula foi construída para que ele proteja os cidadãos da aldeia a partir de sua aparência. Sua fama era de tão santo, que sua cela foi construída anexa à sua igreja. São Drogo ficou em sua cela, sem qualquer contato humano, exceto por uma pequena janela, na qual ele recebia a Eucaristia, e obtinha a sua comida. Ele ficou lá para o resto de sua vida, cerca de quarenta anos, sobrevivendo apenas em cevada, água, e a santa Eucaristia.